# Ikarus BSE
Az Ikarus Budapest SE, egy 1949-ben alapított magyar labdarúgóklub. Székhelye Budapest XVI. kerületében található.

## Sikerek
Budapesti labdarúgó-bajnokság (első osztály)
- Bajnok: 1975-76, 2012-13